# Hungerford
Hungerford es una localidad situada en la autoridad unitaria de Berkshire Occidental, en Inglaterra (Reino Unido), con una población estimada a mediados de 2016 de 5093 habitantes.
Se encuentra ubicada al sur de la región Sudeste de Inglaterra, en el condado de Berkshire, al oeste de Londres.
El equipo de Fútbol local se llama Hungerford Town F.C. y juega en el sexto nivel del fútbol inglés.

### The Hungerford Massacre
En el 19 de agosto de 1987, un hombre desempleado de edad 27, Michael Ryan, tiró y mató a 16 personas en el centro y las afueras de Hungerford, incluyendo su propia madre. Después, Ryan se suicidó en el institutión John O'Gaunt School, rodeado por la Policía. El 'Hungerford Massacre' ya es uno de los incidentes más mortíferos en la historia de las armas de fuego en el Reino Unido.